# 손화
오 문황제 손화(吳 文皇帝 孫和, 224년 ~ 253년)는 오(吳)나라의 황태자이자 추존황제로, 자는 자효(子孝)이다.

## 행적
손권의 삼남으로, 어머니는 낭야 사람 대의황후(大懿皇后) 왕씨(王氏)이다.
그의 형인 태자 손등이 241년에 요절하자, 작은 형 손려는 이미 죽었으므로, 황태자에 책봉되었다. 그러나 손권이 손화와 손패의 황태자 및 번왕의 구별을 없앴으므로, 오나라의 신료들이 손화파와 손패파로 갈라서게 되었다. 많은 이들이 손권에게 손화의 황태자 지위를 공고히할 것을 간언하였으나, 손권은 이를 모두 물리쳤다. 후에 손권은 손패를 죽이고 손화를 황태자에서 쫓아내고, 남양왕에 봉하여 장사로 귀양보냈다. 이후 손량 시대에, 정권을 잡은 제갈각이 손화의 정비 장씨의 외숙이었고, 민간에는 제갈각이 손화를 맞아들이려 한다는 말이 있었다. 손준이 제갈각을 암살한 후, 손화의 인수를 빼앗고 신도로 보내어 사사했다. 향년 30세였다.
그의 아들 손호가 손휴 대에 오정후에 봉해지고, 손휴 사후 황제에 오른다. 손호는 황제 즉위 후 손화를 소헌황제(昭獻皇帝), 문황제(文皇帝)로 추존하였다.

## 가족 관계
- 손권 (아버지)
- 대의황후 왕씨 (어머니)
  - 손화
  - 장씨(張氏) (정비): 장승의 딸이며 장소의 손녀이자 제갈근의 외손이다. 손화가 사사되자, 자살했다.
    - 손준(孫俊) (아들): 《오력》에 장승의 외손이라 하므로 장씨의 아들이다. 총명하여 널리 칭찬을 받았으며, 손호에게 죽임을 당했다.

  - 소헌하황후 혹 하희 (첩): 기병 하수(何遂)의 딸로, 손호의 생모며, 적비 장씨가 죽은 후 손호와 그의 아우 셋을 길렀다. 손호가 즉위한 후 손화를 소헌황제로 추존하면서 소헌황후가 되었으며, 황태후로 올랐다.
    - 손호 (아들)
    - 손덕(孫德) (아들)

  - ?
    - 손겸(孫謙) (아들)

## 같이 보기
- 삼국지 인물 목록